# Władimir Trusieniow
Władimir Iwanowicz Trusieniow (ros. Владимир Иванович Трусенёв; ur. 3 sierpnia 1931 w Buinsku, zm. w 2001) – radziecki lekkoatleta, który specjalizował się w rzucie dyskiem.
Dwa razy startował w igrzyskach olimpijskich (Rzym 1960 oraz Tokio 1964). W 1958 roku zdobył brązowy medal, a cztery lata później złoty podczas mistrzostw Europy. 4 czerwca 1962 roku rzutem na odległość 61,64 ustanowił w Leningradzie nowy rekord świata. Trzykrotny rekordzista Związku Radzieckiego, medalista mistrzostw kraju oraz reprezentant ZSRR w meczach międzypaństwowych – także przeciwko Polsce. Rekord życiowy: 61,64 (4 czerwca 1962, Leningrad).

## Osiągnięcia
| Rok  | Impreza              | Miejsce   | Pozycja           | Wynik |
| ---- | -------------------- | --------- | ----------------- | ----- |
| 1958 | Mistrzostwa Europy   | Sztokholm | 3. miejsce        | 53,74 |
| 1960 | Igrzyska olimpijskie | Rzym      | 15. miejsce       | 52,93 |
| 1962 | Mistrzostwa Europy   | Belgrad   | 1. miejsce        | 57,11 |
| 1964 | Igrzyska olimpijskie | Tokio     | 8. miejsce        | 54,78 |
| 1966 | Mistrzostwa Europy   | Budapeszt | el. – 16. miejsce | 53,02 |